# Első albert-i csata
Az első albert-i csata 1914. szeptember 25-én kezdődött, az első világháborús nyugati fronton a versenyfutás a tengerhez néven ismert összecsapások egyik csatájaként. A csatára közvetlenül az első marne-i és az aisne-i csaták után került sor, ahogyan a „versenyfutás a tengerhez” során a francia és a német csapatok egyre közelebb kerültek az Északi-tenger partjához.
A csatát megelőző összecsapások során világossá vált, hogy sem a német villámháborús Schlieffen-terv, sem a franciák XVII. terve (Elzász és Lotaringia visszafoglalása a németektől) nem hajtható végre úgy, ahogyan a tervezők elgondolták – sehol sem sikerült az áttörés kierőszakolása. Miután mindkét fél megpróbált gyors manőverekkel az ellenség hátába kerülni és ezzel egyre északabbra tolódtak a harccselekmények helyszínei, Joseph Joffre francia főparancsnok az Avre folyón keresztül végrehajtott támadással akarta megingatni a német frontot, miután a korábbi próbálkozások rendre kudarcot vallottak.

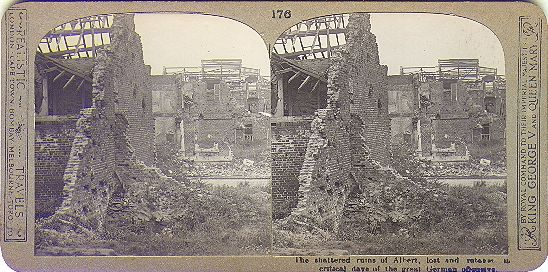
A német áttörést csak a britek tartalékainak bevetésével lehetett megállítani. A korabeli sztereó képen a logisztikai csapatok katonái láthatók harc közben.

A csata során a francia II. hadsereg Édouard de Castelnau tábornok parancsnoksága alatt szeptember közepén Amiens környékén gyülekezett és szeptember 25-én innen indította meg frontális támadását a szemben álló német 6. hadsereg erői ellen.
A franciákkal szemben álló 6. német hadsereg, Rupprecht bajor koronaherceg parancsnoksága alatt, azonnal heves ellenállást fejtett ki és a kibontakozó erőteljes ellentámadás során 26-án elérték Bapaume, a következő nap pedig Thiepval várost és elfoglalták azt a térséget, ahol 1916-ban a britek nagy nyári offenzívájára, a somme-i csatára kerül majd sor. A németek nagy erővel törekedtek kijutni a Csatorna partjára és elfoglalni Franciaország északi, erősen iparosodott vidékét, valamint elvágni a Brit Expedíciós Erők (British Expeditionary Force) utánpótlási útvonalait.

## Következmények
A csata során egyik fél sem bírta áttörni a másik vonalait és a küzdelem Albert körül szeptember 29-én befejeződött, amikor a front északabbra, Arras, Lille és Flandria területére tolódott. Erich von Falkenhayn német főparancsnok arra utasította Rupprecht herceget, hogy a 6. hadsereggel északra, Arras irányába indítson támadást. Itt találkoztak az Arras körzetébe vezényelt francia X. hadsereggel, amely azt a feladatot kapja, hogy felmentse a II. hadsereget és hogy az első arrasi csata során ismét megkísérelje az áttörést.

## Kapcsolódó szócikk
- Versenyfutás a tengerhez